# 9399 Pesch
A 9399 Pesch (ideiglenes jelöléssel 1994 ST12) a Naprendszer kisbolygóövében található aszteroida. A Spacewatch program keretében fedezték fel 1994. szeptember 29-én.